# Ejvind Blach
Ejvind Mollerup Blach (31 dicembre 1895 – 1º ottobre 1972) è stato un hockeista su prato danese.

## Palmarès

### Olimpiadi
- 1 medaglia:
  - 1 argento (Anversa 1920)